# 本行寺 (佐渡市)
本行寺（ほんぎょうじ）は、新潟県佐渡市松ケ崎にある日蓮宗の寺院。山号は松崎山。日蓮宗宗門史跡、日蓮聖人佐渡着岸の霊蹟。境内に日蓮聖人龍燈説法像が立つ。旧本山は根本寺、潮師法縁。

## 歴史
文永8年（1271年）立正大師日蓮がこの地に上陸した。弘安2年（1279年）、仏寿坊日量が建立。

## 関連場所
- おけやき - ケヤキの大木で日蓮が上陸後に夜露を凌いだ場所と伝わる。
- 小倉峠のお題目宝塔
- 小倉地区のお梅堂
- 鴻ノ鼻灯台 - 対岸の本州が望める場所。

## 交通アクセス
島の南東側の海岸近くに立地する。
公共交通
- 新潟交通佐渡 東海岸線「本行寺前」バス停より徒歩すぐ

## 参考資料
- 日蓮宗寺院大鑑編集委員会『宗祖第七百遠忌記念出版 日蓮宗寺院大鑑』大本山池上本門寺（1981年）
- 「佐渡市本行寺 宗門史跡に」日蓮宗新聞、2006年2月20日付